# اولان-بورگاس
اولان-بورگاس (انگلیسی: Ulan-Burgas) یک رشته‌کوه در استان بوریاتیای کشور روسیه است.